# 民間全民電視公司戲劇節目列表
本條目為民視播出的電視戲劇節目。包含七點半檔、八點檔、十點檔和偶像劇等。

## 六點半檔
| 首播日期       | 劇名             | 英文劇名              | 集數 | 主演                                                                                                   | 網站                        |
| 2013年4月16日  | 天龍傳奇         | Dragon Legend         | 80   | 陳亞蘭、李宣榕、李珞晴、紀麗如、小咪、廖麗君                                                           | 民視 （页面存档备份，存于） |
| 2013年8月6日   | 薛平貴與王寶釧   |                       | 40   | 葉青、石惠君、楊懷民、許儷齡、賀紅璉                                                                   |                             |
| 2013年10月1日  | 陳三五娘         |                       | 40   | 葉青、楊懷民、林美照、王彩合、許儷齡                                                                   |                             |
| 2013年11月26日 | 皇甫少華與孟麗君 |                       | 40   | 葉青、孫翠鳳、楊懷民、王彩合、許儷齡                                                                   |                             |
| 2014年1月21日  | 秦淮煙雨         |                       | 40   | 葉青、楊懷民、林美照、石惠君、郭春美                                                                   |                             |
| 2014年3月19日  | 周公與桃花女     |                       | 32   | 葉青、狄鶯、楊懷民、連明月、林夢梅、黃珈凌、許儷齡、陳昇琳、璉蓮、陳菱、石惠君、王星燁、白冰冰、陳秀嫦 |                             |
| 2021年2月1日   | 泡麵之王         |                       | 100  | 松下奈緒、要潤、岸井雪乃、深川麻衣                                                                     |                             |
| 2021年6月22日  | 我男人的秘密     | The Secret of My Love | 51   | 宋昶儀、姜世貞、金多炫、朴貞雅                                                                         |                             |
| 2021年9月1日   | 僅此一次的愛情   |                       | 48   | 申惠善、金明洙、李東健                                                                                 |                             |
| 2021年11月8日  | 孟婆客棧         | Tavern by the Lethe   | 60   | 唐美雲、蔡振南、方馨、王金櫻、小咪、王彩樺、羅北安、陳竹昇、樓心潼、方宥心、許富凱、張書宇             |                             |

## 七點半檔
| 年份/首播日期  | 劇名           | 英文劇名                          | 集數 | 主演 | 網站                        |
| 1997年6月11日  | 媽媽請您也保重 | -                                 | 66   | 陳美鳳、馬如風、卓勝利、高玉珊、王惠五、李芳雯、賀軍政、周明增、楊繡惠 |                             |
| 1997年9月11日  | 再叫一聲爸爸   | -                                 | 56   | 張復健、張琴、楊慶煌、張鳳書、徐亨、徐華鳳、何如芸、蘇炳憲 |                             |
| 1998年1月13日  | 深情孤女的願望 | Desire for affection-orphan       | 80   | 龍劭華、王美雪、江國賓、張鳳書、劉玉婷、孫鵬 |                             |
| 1998年5月11日  | 真命天子       | -                                 | 249  | 王耿豪、陳怡真、李㼈、潘麗麗、蘇炳憲、李芳雯、林佑星 |                             |
| 1999年4月27日  | 白賊七         | -                                 | 125  | 周明增、廖麗君、陳秀嫦 |                             |
| 1999年10月27日 | 大慈大悲觀世音 | -                                 | 37   | 邱淑宜、林姿佑、吳帆、練昱廷、高欣欣、陳瓊美 | 網站 （页面存档备份，存于） |
| 1999年12月15日 | 親戚不計較     | Perfect Neighbours                | 2248 | 卓勝利、李㼈、沛小嵐、潘麗麗、王識賢、岳虹、王中平、丁國琳、狄鶯、朱國宏、藍一萍、吳皓昇、秦浪、李雅婷、楚宣、劉香君                                                                         | 網站 （页面存档备份，存于） |
| 2006年5月15日  | 夫妻天註定     | -                                 | 153  | 徐亨、高欣欣、李興文、方文琳、陳宇風、高宇蓁、洪誠陽、林千鈺、元六、梁佑南、安定亞、楚宣、林義芳、紀來和                                                                                     | 網站 （页面存档备份，存于） |
| 2006年12月18日 | 黑貓大旅社     | Hotel Blackcat                    | 122  | 霍正奇、方文琳、高欣欣、蕭惠、王中平、張柏舟、沛小嵐、黃建群、章永華、談學斌、吳皓昇、 米漿、朱國宏                                                                                          | 網站 （页面存档备份，存于） |
| 2007年6月6日   | 濟公           | Ji Gong                           | 297  | 龍劭華、李政穎、高宇蓁、傅子純、葉家妤、丁力騏、蕭惠、陳子強、宋逸民、黃建群、廖家儀、游耀光、胡鴻達、劉尚謙、成潤、何豪傑、林千鈺、高欣欣、陳博正、朱國宏、嚴常銘                           | 網站 （页面存档备份，存于） |
| 2012年7月11日  | 西遊記         | -                                 | 121  | 吳樾、聶遠、臧金生、徐錦江 | 網站 （页面存档备份，存于） |
| 2012年12月26日 | 封神榜         | The Legend and the Hero           | 38   | 馬景濤、范冰冰、劉德凱、苗海忠、金巧巧、關禮傑、周傑、鄭斌輝、午馬、許還山、郭凱敏、韓棟、吳磊、冼色麗 、曾詩梅、田景山、唐國強、杜志國、鄢博雅、劉濤、謝潤、蕭兵、楊光                      | 網站 （页面存档备份，存于） |
| 2013年7月29日  | 八仙過海       | 8 Avatar                          | 80   | 郭晉安、賈青、施羽、吳岱融、康華、何中華、郭羨妮、毛林穎、邵傳勇、朱海飛、陳大偉、陸琳、郭軍、王力、朱亞英、楊瓊、公方敏、吳迪、宋天儀、張沛然、趙敏芬、王伊、楊晨、王妍蘇、劉威、徐風、吳剛 | 網站 （页面存档备份，存于） |
| 2013年11月18日 | 阿信           | Oshin                             | 199  | 小林綾子、泉平子、伊東四朗、高森和子、北村和夫 | 網站 （页面存档备份，存于） |
| 2014年8月25日  | 仙狐奇緣       | A Happy Life                      | 139  | 陳敏轩、陳浩民、穆婷婷、谭耀文、陳紫函、归亚蕾、陳威翰、陳秀麗、徐申东 | 網站 （页面存档备份，存于） |
| 2015年3月9日   | 水滸傳         | All Men Are Brothers              | 104  | 張涵予、李宗翰、胡东、黄海冰、陈龙、景岗山、高虎、严屹宽、安以軒、甘婷婷 | 網站                        |
| 2015年7月27日  | 倚天屠龍記     | The Heaven Sword and Dragon Saber | 81   | 邓超、安以軒、劉竞、何琢言、張檬 | 網站 （页面存档备份，存于） |
| 2015年11月17日 | 鹿鼎記         | Royal Tramp                       | 99   | 黃曉明、鍾漢良、應采兒、劉 孜、劉 芸、胡 可、何琢言、李菲兒、舒 暢 | 網站 （页面存档备份，存于） |
| 2016年12月12日 | 麻雀變鳳凰     | Pots of Gold                      | 140  | 韓智慧、延政勳、李水京、李太成、崔明吉、吉用祐、韓振熙、李惠淑、琴寶羅、白珍熙、朴敘俊、金亨俊                                                                                               | 網站 （页面存档备份，存于） |

## 八點檔
| 首播日期       | 劇名                     | 英文劇名                        | 集數 | 演出 | 網站                        |
| 1997年6月11日  | 菅芒花的春天             |                                 | 60   | 狄 鶯、陳松勇、王識賢、梅芳、沛小嵐、潘麗麗、王彩樺、李雅婷、趙永馨、秦楊、林秀玲、阿部寬、談學斌、鍾佳蓁、加勢大周、章永華、王豪、元六 |                             |
| 1997年9月3日   | 江湖奇俠傳               | Legend of Yung Ching            | 59   | 郑少秋、梁琤、陳莎莉、黃文豪、劉玉婷、黃膺勳、陳鴻烈、鲍正芳、沈孟生 | 網站 （页面存档备份，存于） |
| 1997年9月25日  | 再叫一聲爸爸             |                                 | 56   | 張復健、何如芸、張鳳書、陸元琪、張琴、傅雷、徐華鳳、趙擎、楊慶煌、梅芳、蘇炳憲、徐亨 |                             |
| 1997年12月2日  | 嘉慶君遊台灣             | Jiaqing-jun tour Taiwan         | 67   | 劉德凯、狄鶯、宋達民、周明增、李芳雯、崔佩儀、王彩樺、王識賢、王燦、卓勝利、張玉嬿、玉尚、王中平、梅芳、馬維欣、王中皇、李㼈、林義雄、夏靖庭、王滿嬌、曾晴、慕鈺華、章永華、吳炎棟、胡鴻達、唐川、尤瀧樹 |                             |
| 1998年3月11日  | 舉頭三尺有神明           |                                 | 45   | 柯俊雄、樓學賢、杨丽菁、陳松勇、游安顺、陳松勇、張晨光、霍正奇、雷洪、況明潔、王中皇、潘丽丽、趙永馨、刘玉婷、連靜雯、歸亞蕾、陳淑芳、楊謹華、曾國城、王美雪、談學斌、徐亨、鍾佳蓁、勾峰、林志豪、聶秉賢、何依霈、楊瓊華、林照雄、曾晴 |                             |
| 1998年5月13日  | 江山美人                 | Jiangshan Beauty                | 53   | 崔浩然、张玉嬿、元彪、孙兴、李其芳、陈鸿烈、楊懷民、鈕承澤 | 網站 （页面存档备份，存于） |
| 1998年7月27日  | 愛你入骨                 |                                 | 27   | 龍劭華、楊貴媚、萧大陆、林秀玲、王識賢、雷洪、柯俊雄、徐亨、江青霞 |                             |
| 1998年9月2日   | 春天後母心               |                                 | 81   | 白冰冰、陈松勇、潘丽丽、王識賢、陈仙梅、黃膺勳、何如芸、李㼈、陳淑芳、王中平、谈学斌、岳虹、陳子強、于小惠、柯叔元、范瑞君、赵永馨、石峰、馬如龍、林義芳、張倩、雷洪、何璦芸、李季霞、王豪、吳炎棟 |                             |
| 1998年12月14日 | 春天父母心               |                                 | 34   | 白冰冰、陈松勇、潘丽丽、王識賢、陈仙梅、黃膺勳、何如芸、李㼈、陳淑芳、王中平、谈学斌、岳虹、陳子強、于小惠、柯叔元、范瑞君、赵永馨、石峰、馬如龍、林義芳、張倩、雷洪、何璦芸、李季霞、王豪、吳炎棟 |                             |
| 1999年2月8日   | 狀元親家                 |                                 | 98   | 黃膺勳、葉 歡、潘丽丽、石英、張銘、何如芸、章永华、高欣欣、蘇炳憲、陈冠霖、林千钰、徐亨、谈学斌、陈淑芳、蓝一萍、玉尚、吳炎棟、洪瑞霞 |                             |
| 1999年6月28日  | 乞丐郎君千金女           | Qi Gai Lang Jun Qian Jin Nu     | 36   | 张晨光、张玉嬿、王中皇、于佳卉、赵擎、李静美、邵敏、李芳雯、李滔、王伯昭 | 網站 （页面存档备份，存于） |
| 1999年8月16日  | 富貴在天                 |                                 | 97   | 崔浩然、陆小芬、陈松勇、孙鹏、江宏恩、何如芸、黄少祺、葉歡、黃膺勳、星卉、王美雪、刘玉婷、潘丽丽、林煒、陳冠霖、張銘、宋逸民、王燦、高欣欣、徐亨、劉曉憶、陈维龄 |                             |
| 1999年12月28日 | 七世夫妻之梁山伯與祝英台 | The Love Eterne                 | 33   | 趙 擎、賈靜雯、張晨光、劉玉婷、張鳳書、張琴、李靜美、李滔、潘丽丽、李㼈、李國超、李芳雯、星卉 | 網站 （页面存档备份，存于） |
| 2000年2月14日  | 長男的媳婦               | Eldest Sons Wife                | 139  | 倪齊民、陳美鳳、霍正奇、梁佑南、江宏恩、賈靜雯、檢場、崔浩然、黃少祺、何如芸、陳俊生、王耿豪、丁国琳、林在培、王滿嬌、陳淑芳、潘麗麗、邱镇江、李沛綾、張銘、丁寧、林佑星、黃建群、王渝文、馬幼興、鄭志偉、陳怡真、周又珈 | 網站 （页面存档备份，存于） |
| 2000年8月1日   | 將心比心                 |                                 | 98   | 黃膺勳、何如芸、霍正奇、王美雪、梅芳、陳淑芳、檢場、陳昭榮、劉玉婷、宋逸民、陈仙梅、陳俊生、秦楊、林在培、張銘、高欣欣、徐亨、劉曉憶、況明潔、星卉、王中皇、李沛綾、王豪、吳炎棟、洪瑞霞 | 網站 （页面存档备份，存于） |
| 2000年11月23日 | 飛龍在天                 | Fei Lung                        | 248  | 江宏恩、賈靜雯、黃少祺、張鳳書、黃維德、李沛綾、石峰、崔浩然、陈仙梅、龐祥麟、霍正奇、梁佑南、李國超、韓瑜、陳淑芳、岳虹、江祖平、趙擎、王中皇、張琴、游安順、宋達民、劉曉憶、徐亨、劉長鳴、張靜懿、鄭平君、張本渝、洪誠陽 | 網站 （页面存档备份，存于） |
| 2001年6月26日  | 金枝玉葉                 |                                 | 78   | 張晨光、葉 歡、黃維德、李沛綾、林健寰、韓瑜、潘麗麗、王美雪、霍正奇、林煒、張銘、陈仙梅、高欣欣、劉曉憶、趙擎、陸小芬、王中皇、陳淑芳、宋逸民、卓勝利、馬惠珍 | 網站 （页面存档备份，存于） |
| 2001年10月11日 | 情義                     | Friendship                      | 109  | 霍正奇、岳 翎、黃膺勳、陳明真、宋逸民、劉玉婷、石峰、張晨光、黃少祺、林在培、趙永馨、李沛綾、張銘、談學斌、陳霆、洪誠陽、龐祥麟、勾峰、馬惠珍、林義芳、聶秉賢、章永華、蕭惠、鄭平君 | 網站 （页面存档备份，存于） |
| 2002年3月11日  | 世間路                   | Life Road                       | 132  | 江宏恩、韓 瑜、黃維德、陳仙梅、黃膺勳、李沛綾、梅芳、陳美鳳、張晨光、宋逸民、徐亨、李芳雯、檢場、高欣欣、方岑、劉玉婷、趙擎、龐祥麟、聶秉賢、德馨、馬惠珍、楚宣 | 網站 （页面存档备份，存于） |
| 2002年9月10日  | 移山倒海樊梨花           | Fan Lihua                       | 30   | 馬景濤、孫翠鳳、李㼈、崔浩然、劉曉憶、張復健、陳寶國、范鴻軒、鄭雅升、霍正奇、王中皇、高玉珊、德馨 | 網站 （页面存档备份，存于） |
| 2002年10月22日 | 不了情                   | Endless Love                    | 100  | 倪齊民、陳美鳳、崔浩然、王識賢、陳仙梅、葉歡、李沛綾、趙擎、林在培、劉尚謙、張琴、劉德凱、梁佑南、韓瑜、楊寶瑋、陳霆、王滿嬌、陳怡真、馬幼興、德馨、高宇蓁 | 網站 （页面存档备份，存于） |
| 2003年3月11日  | 青龍好漢                 | Ching Lung                      | 107  | 黃維德、岳 翎、宋逸民、韓 瑜、王耿豪、石英、倪齊民、李沛綾、霍正奇、梁佑南、陳莎莉、李芳雯、張銘、潘麗麗、翁家明、葉歡、徐貴櫻、王美雪、高欣欣、楊寶瑋、陳亞蘭、林煒、趙永馨、李㼈、游安順、徐亨、李國超、邰智源、狄龍、陳怡真 | 網站 （页面存档备份，存于） |
| 2003年8月6日   | 日正當中                 | Upmost Sun                      | 148  | 霍正奇、岳 翎、王識賢、張鳳書、六月、張晨光、張瓊姿、崔浩然、李㼈、王美雪、陳霆、林在培、石英、劉玉婷、張銘、王耿豪、林煒、林義芳、韓瑜、李芳雯、雷洪、聶秉賢、章永華、高宇蓁、馬幼興、蕭惠、呂旻蓁、洪誠陽、林千鈺、唐從聖 | 網站 （页面存档备份，存于） |
| 2004年3月1日   | 慾望人生                 | Desire for Life                 | 148  | 黃維德、韓 瑜、倪齊民、方文琳、黃膺勳、檢場、宋逸民、謝金燕、李李仁、謝承均、劉香慈、崔浩然、趙永馨、王燦、邱琦雯、梁佑南、劉秀雯、張晨光、李沛綾、楊慶煌、高宇蓁、王中皇、姚黛瑋、楊寶瑋、陳宇風、章永華、慕鈺華、趙永馨、龍天翔、丁力騏、聶秉賢、蔡阿炮、陳若萍、張馨月 | 網站 （页面存档备份，存于） |
| 2004年9月22日  | 意難忘                   | Unforgettable                   | 526  | 王識賢、張鳳書、李李仁、韓 瑜、李興文、劉至翰、徐亨、謝承均、謝金燕、李政穎、葉家妤、楊寶瑋、張琴、黃仲崑、崔浩然、高欣欣、江祖平、石英、張瓊姿、安定亞、邱琦雯、德馨、林在培、岳虹、況明潔、六月、龍天翔、王燦、章永華、葉歡、黃膺勳、趙永馨、李㼈、陳子強、張銘、傅子純、丁力騏、王耿豪、聶秉賢、馬幼興、蕭惠、陳宇風、林義芳、鄭平君、陳若萍、高宇蓁、曾莞婷、游詩璟、林照雄、唐川、張希愛 | 網站 （页面存档备份，存于） |
| 2006年9月28日  | 再生緣                   | Revive Fate                     | 43   | 倪齊民、陳美鳳、施易男、葉家妤、黃膺勳、葉歡、崔浩然、楊仲恩、李靜美、梅芳、吳炎棟、向娃、慕鈺華、邱秀敏、馬幼興、胡鴻達、高宇蓁、唐川、林照雄、余采恩、車冠德 | 網站 （页面存档备份，存于） |
| 2006年11月28日 | 愛                       | Love                            | 386  | 陳美鳳、龍劭華、王識賢、倪齊民、馬如風、方馨、崔浩然、張銘、李政穎、六月、宋逸民、葉家妤、傅子純、邱琦雯、謝承均、廖家儀、高捷、黃膺勳、劉至翰、林韋君、江祖平、陳宇風、韓瑜、劉尚謙、劉秀雯、席曼寧、林在培、雷洪、李興文、龍天翔、林義芳、況明潔、德馨、丁國琳、徐亨、黃建群、鄭仲茵、侯怡君、丁力騏、兵家綺、張琴、李之勤、蕭惠、安定亞、陳玉玫、唐臻、陳嘉君、劉香慈、林照雄、楊麗音、林文鈞、慕鈺華、陳博正、尤瀧樹、張希愛、楊瓊華、四方                                                         | 網站 （页面存档备份，存于） |
| 2008年5月21日  | 娘家                     | Mom's House/A Place Called Home | 415  | 李政穎、方 馨、宋逸民、鄭仲茵、李興文、高宇蓁、雷洪、朱慧珍、劉秀雯、石英、唐美雲、崔浩然、江淑娜、張瓊姿、倪齊民、況明潔、方文琳、張銘、王燦、高欣欣、葉歡、林在培、潘麗麗、勾峰、江祖平、蕭大陸、沈世朋、傅子純、葉家妤、李沛綾、廖家儀、張琴、侯怡君、徐亨、楊懷民、高捷、龍天翔、德馨、陳宇風、謝瓊煖、兵家綺、林義芳、黃建群、紀來和、安定亞、吳皓昇、劉曉憶、羅巧倫、劉香慈、江俊翰、蔡裴琳、王振復、蘇晏霈、成潤、林文鈞、陳嘉君、嚴常銘                                                        | 網站 （页面存档备份，存于） |
| 2009年12月22日 | 夜市人生                 | Night Market Life               | 410  | 王識賢、江祖平、李政穎、方 馨、王 燦、廖家儀、陳美鳳、張晨光、雷洪、倪齊民、鄭仲茵、藍心湄、澎恰恰、蕭大陸、張瓊姿、崔浩然、龐祥麟、張銘、楚宣、柯叔元、高宇蓁、沈世朋、王瞳、劉秀雯、石英、高欣欣、葉歡、兵家綺、梅芳、李興文、徐亨、林義芳、侯怡君、何豪傑、江俊翰、陳宇風、葉家妤、謝承均、白家綺、楊少文、谷音、黃建群、聶秉賢、林照雄、蕭惠、趙駿亞、陳博正、王振復、羅巧倫、曾安琪、吳炎棟、陳慕義、林文鈞、唐臻、張芯瑜、尤瀧樹                                                                 | 網站 （页面存档备份，存于） |
| 2011年7月19日  | 父與子                   | Daddy                           | 260  | 宗 華、沈世朋、方 馨、柯叔元、陳宇風、葉家妤、傅子純、唐豐、張銘、石英、朱慧珍、雷洪、黃仲裕、柯俊雄、王燦、唐美雲、宋逸民、楚宣、李興文、白家綺、蘇晏霈、王瞳、鄭仲茵、高欣欣、林義芳、樓心潼、黃建群、李沛綾、徐亨、趙心妍、成潤、李國超、羅巧倫、鍾佳蓁、錢君仲、唐川、張䕒心、湯志偉、林道遠、阿龐、吳忠諺、章家瑄、陳嘉君、江晨希、陳孝萱、阿甘 | 網站 （页面存档备份，存于） |
| 2012年7月17日  | 風水世家                 | Feng Shui Family                | 426  | 柯叔元、林逸欣、江俊翰、蘇晏霈、傅子純、楚宣、李興文、梅芳、陳松勇、林在培、馬如風、劉秀雯、鄭仲茵、王振復、白家綺、張書偉、王瞳、翁家明、梁佑南、葉家妤、柯俊雄、趙樹海、趙心妍、雷洪、夏宇禾、王燦、張銘、宗華、王中皇、陳宇風、侯怡君、黃仲裕、潘麗麗、鍾佳蓁、德馨、吳皓昇、王惠五、羅巧倫、徐亨、龍天翔、張倩、何豪傑、曾安琪、林義芳、賀軍政、成潤、文汶、章永華、蕭惠、胡鴻達、馬惠珍、陳彥廷、錢君仲、張芯瑜、林則希、樓心潼、蔡阿炮、張家瑋、陳謙文、杜詩梅、余政鴻、張懷媗、洪毛、吳忠諺     | 網站 （页面存档备份，存于） |
| 2014年3月5日   | 龍飛鳳舞                 | Dragon Dance                    | 205  | 余秉諺、方 馨、宋逸民、蘇晏霈、陳宇風、楚宣、崔浩然、葉歡、翁家明、劉德凱、劉秀雯、雷洪、唐美雲、王燦、張銘、江俊翰、傅子純、王耿豪、樓心潼、柯叔元、梅芳、趙永馨、張琴、高欣欣、王惠五、黃仲裕、玉尚、趙心妍、陳文山、華千涵、王振復、林義芳、徐亨、游安順、兵家綺、德馨、聶秉賢、胡鴻達、文汶、張家瑋、曾安琪、林則希、洪流、蔡阿炮、錢君仲、陳妍安、李珞晴、陳彥廷、王上豪、阿甘、林道遠、洪毛、王希華、邱隆、四方                                                                                  | 網站 （页面存档备份，存于） |
| 2014年12月16日 | 嫁妝                     | Dowry                           | 324  | 陳昭榮、葉全真、王振復、白家綺、林則希、蘇晏霈、成潤、陳美鳳、石英、馬如風、林在培、倪齊民、朱慧珍、羅巧倫、張家瑋、趙心妍、張柏舟、王燦、高欣欣、梁佑南、徐亨、余秉諺、江俊翰、王中皇、賀軍政、章永華、林義芳、廖家儀、侯怡君、陳妍安、德馨、何豪傑、馬惠珍、聶秉賢、陳謙文、張䕒心、喬華國、王美華、文汶、鍾佳蓁、夏宇禾、蕭惠、孟庭麗、蔡阿炮、阿龐、錢君仲、華千涵、陳盈潔、郭亞棠、林道遠、陳彥廷、洪毛                                                                                           | 網站 （页面存档备份，存于） |
| 2016年3月14日  | 春花望露                 | Spring Flower                   | 341  | 葉 歡、蕭大陸、張銘、方 馨、倪齊民、陳昭榮、葉全真、吳皓昇、楚宣、傅子純、蘇晏霈、余秉諺、黃瑄、樓心潼、劉秀雯、陳謙文、游安順、林則希、廖家儀、黃仲裕、王振復、唐美雲、梁佑南、江俊翰、徐亨、高欣欣、成潤、兵家綺、德馨、鍾佳蓁、張柏舟、陳妍安、李珞晴、文汶、華千涵、余政鴻、謝京穎、李又汝、喬華國、邱隆、楊瓊華、王上豪、林文鈞、蔡阿炮、馬力歐、洪毛 | 網站 （页面存档备份，存于） |
| 2017年7月4日   | 幸福來了                 | The Way to Happiness            | 260  | 王振復、王 瞳、柯叔元、方馨、陳淑芳、雷洪、馬如風、劉秀雯、崔浩然、翁家明、李興文、唐美雲、張銘、王燦、傅子純、高欣欣、蘇晏霈、侯怡君、白家綺、張家瑋、何豪傑、樓心潼、游安順、德馨、王中皇、鍾佳蓁、兵家綺、李之勤、聶秉賢、胡鴻達、蕭惠、姚黛瑋、張䕒心、何璦芸、李珞晴、潘柏希、邱子芯、馬俊麟、錢君仲、蔡阿炮、張懷媗、余政鴻、高允漢、洪毛、車冠德、阿甘、蔡允潔 | 網站 （页面存档备份，存于） |
| 2018年7月3日   | 大時代                   | Great Times                     | 321  | 江俊翰、江祖平、蔡東威、陳妍安、吳皓昇、邱琦雯、余秉諺、馬俊麟、王瞳、郭子乾、羅巧倫、韓宜邦、楚宣、林則希、梁佑南、王中皇、成潤、趙心妍、張柏舟、黃文星、夏宇禾、何豪傑、張家瑋、李又汝、黃少谷、楊繡惠、姚黛瑋、陳彥廷、黃瑄、張䕒心、林志豪、郭亞棠、張可昀、謝京穎、馬念先、王希華、蔡佳麟、邱子芯、喬華國、林玉書、洪毛、羅子惟、茵芙、曾柏辰、車冠德、王采婕、孫綻、賴芊合、馬韻婷 | 網站 （页面存档备份，存于） |
| 2019年9月25日  | 多情城市                 | Golden City                     | 454  | 柯叔元、侯怡君、傅子純、廖苡喬、藍葦華、霍正奇、王燦、黃文星、蘇晏霈、陳淑芳、崔浩然、翁家明、倪齊民、賴慧如、張䕒心、德馨、江俊翰、王瞳、張家瑋、蔡東威、游安順、高欣欣、許仁、王滿嬌、何蓓蓓、王中皇、兵家綺、潘柏希、邱子芯、王凱、陳熙鋒、鍾佳蓁、何依霈、黃瑄、游耀光、胡鴻達、李珞晴、馬俊麟、李又汝、蔡阿炮、夏宇禾、唐川、張哲豪、郭亞棠、顏曉筠、洪毛、羅子惟、張郁婕、韓琳、于樂誠、瑭霏、思達、方琦、蔡承翰                                                                                 | 網站 （页面存档备份，存于） |
| 2021年6月23日  | 黃金歲月                 | Golden Years                    | 334  | 蔡東威、葉家妤、傅子純、陳美鳳、霍正奇、陳仙梅、王燦、賴慧如、王彩樺、王中平、岳虹、陳妍安、黃文星、蘇晏霈、林韋君、廖苡喬、楚宣、蘇炳憲、都拉斯、藍葦華、葉歡、吳皓昇、黃建群、談學斌、梁佑南、張書偉、張家瑋、徐亨、江俊翰、李之勤、趙心妍、陳熙鋒、潘柏希、張倩、范瑞君、龍天翔、胡鴻達、羅巧倫、張柏舟、許仁、邱子芯、謝京穎、葉華、胡嘉愛、余政鴻、苗真、羅子惟、林雨宣、張哲豪、吳政勳、陳夙雰、郭忠祐、蔡佳麟、吳東諺、蔡力允、賴芊合、林小樓、陳又榕、洪毛、于浩威、思達、方琦、吳欣樺、蔡承翰 | 網站 （页面存档备份，存于） |
| 2022年10月4日  | 市井豪門                 | Billionaire Story               | 281  | 雷洪、潘麗麗、陳仙梅、廖家儀、黃文星、王瞳、傅子純、蘇晏霈、張書偉、曾子益、倪齊民、吳皓昇、楚宣、謝京穎、楊烈、王凱、劉至翰、翁家明、劉尚謙、王中皇、尹昭德、高欣欣、何豪傑、兵家綺、李國超、羅巧倫、李沛綾、顏曉筠、廖苡喬、李又汝、張家瑋、蕭惠、許仁、賴慧如、陳彥廷、郭忠祐、吳東諺、周宇柔、賴芊合、馬國畢、林道遠、郭亞棠、胡嘉愛、陳又榕、洪毛、張可昀、于浩威、阿甘、林小樓、劉奕、思達、余宥樂、元六                                                                                         | 網站 （页面存档备份，存于） |
| 2023年10月31日 | 愛的榮耀                 | Glory of Love                   | 300  | 傅子純、吳婉君、江俊翰、吳皓昇、陳妍安、馬俊麟、傅小芸、楊皓崴、顏曉筠、王燦、藍葦華、黃文星、王瞳、蘇炳憲、張家瑋、曾智希、何豪傑、曾子益、王滿嬌、范鴻軒、李沛綾、陳熙鋒、兵家綺、唐豐、張柏舟、龍天翔、謝京穎、洪浩竣、李又汝、張䕒心、潘逸安、許仁、黃少谷、賴慧如、姚黛瑋、黃錦雯、林小樓、陳家逵、賴芊合、蔡佳麟、楊瓊華、吳東諺、苗真、李雅婷、羅子惟、潘奕如、周宇柔、胡嘉愛、吳政澔、洪毛、陳又榕、吳鈺萱、王沛語、黃圓元、張世賢、吳欣樺、宮美樂、蔡承翰、四方                               | 網站 （页面存档备份，存于） |
| 2024年12月24日 | 好運來                   | Everybody Needs Good Luck       |      | 侯怡君、謝瓊煖、傅子純、劉至翰、蘇晏霈、曾子益、藍葦華、米可白、林筳諭、倪齊民、王燦、楊慶煌、王瞳、高欣欣、黃文星、楚宣、龍天翔、游安順、何豪傑、丁力騏、聶秉賢、何蓓蓓、賴慧如、陳慕義、謝京穎、賴芊合、顏曉筠、吳東諺、黃錦雯、蔡燦得、吳政澔、洪浩竣、政鴻、陳家逵、洪毛、徐千京、卞慶華、阿甘、程雅晨、高群、吳鈺萱、張世賢、馬國畢、吳欣樺、宮美樂、王孝程、元六 |                             |

## 九點檔／九點半檔
| 年份/首播日期 | 劇名           | 英文劇名         | 集數 | 主演                                                                               | 網站                        |
| 1997年        | 儂本多情       |                  | 41   | 馬景涛、劉嘉玲、劉雪華、李立群、屈中恆、鈕承澤                                     |                             |
| 1999年        | 一枝草一點露   |                  | 36   | 孫鵬、狄鶯、楊懷民、陳冠霖、星卉、談學斌                                           |                             |
| 1999年        | 某大姊         |                  | 43   | 卓勝利、文英、楊慶煌、 慕鈺華、王美雪、王惠五、李㼈、洪瑞霞                        |                             |
| 2000年1月5日  | 大腳阿嬤       |                  | 62   | 陸小芬、馬如風、黃少祺、況明潔、李李仁、談學斌、曾亞君、長青、林秀芳、王燦、高明偉 |                             |
| 2000年7月10日 | 無你較快活     |                  | 76   | 林煒、劉玉婷、張鳳書、趙擎、趙永馨                                                 |                             |
|               | 火花           | Fireworks        | 70   | 李英愛、車仁杓、李璟榮、趙敏修                                                     | 網頁 （页面存档备份，存于） |
|               | 只愛陌生人     |                  |      | 李英愛、金玟、金相慶、秋相微、李昌勳                                               | 網頁 （页面存档备份，存于） |
|               | 愛上女主播     | All About Eve    | 48   | 張東健、蔡琳、韓載錫、金素妍                                                       | 網頁 （页面存档备份，存于） |
|               | 星星在我心     | Star in My Heart | 16   | 崔真實、安在旭、車仁杓、全道嬿                                                     | 網頁 （页面存档备份，存于） |
|               | 本家之嫁       |                  |      | 徐若瑄、中村俊介、巖下誌麻、翁倩玉、 市毛良枝                                      |                             |
|               | 青春陷阱       |                  |      | 沈銀河、李鍾原、劉曉貞、全光烈、金武生                                             | 網頁 （页面存档备份，存于） |
| 2002年3月27日 | 超人氣學園     |                  | 136  | 劉至翰、賈靜雯、郁方、林煒、王凱、葉歡、文汶                                       |                             |
|               | 善姬與真姬     |                  |      | 孫藝珍、金奎莉                                                                     | 網頁 （页面存档备份，存于） |
| 2003年2月11日 | 我的姐姐是媽媽 |                  |      | 金素妍、柳時元、裕善、朴廣賢                                                       | 網頁 （页面存档备份，存于） |
| 2003年4月21日 | 家有日本妻     |                  | 199  | 張晨光、楊思敏、劉秀雯、趙 擎、高欣欣、德 馨、呂旻蓁、高明偉                       | 網站 （页面存档备份，存于） |
| 2004年4月21日 | 女人40一枝花   |                  | 136  | 張瓊姿、李芳雯、戈伟如、林在培、高明偉、陳霆                                       |                             |

## 週一至週三／ 十點檔
| 年份/首播日期 | 劇名       | 英文劇名                  | 集數 | 主演                                                                             | 網站 |
| 2006年8月16日 | 車神       | Fast Track Love           | 24   | 趙薇、陸毅、李威、安以軒                                                         |      |
| 2008年1月6日  | 篤姬       |                           | 50   | 長塚京三、樋口可南子、岡田義徳、佐佐木澄江、梅野泰靖                             |      |
|               | 難為女兒紅 |                           |      | 潘儀君、何家勁、黃文豪、梁又琳                                                   |      |
|               | 神醫大道公 |                           |      | 鄭少秋、廖家儀、王燦、郭東臨、陳佳佳、袁弘                                       |      |
| 2010年4月27日 | 楊貴妃秘史 | The Legend of Yang Guifei | 50   | 殷桃、黄秋生、王洛勇、叶璇                                                       |      |
| 2011年2月28日 | 胭脂雪     | Rouge Snow                | 33   | 霍建華、范冰冰、劉雪華                                                           |      |
| 2011年5月16日 | 又見阿郎   | See A-Lang Again          | 51   | 江宏恩、江祖平、陳冠霖、楚宣、丁力騏、林在培、康丁、岳虹、陳子強、蔡阿炮、黃建群 |      |
| 2012年7月2日  | 亂世不了情 |                           | 43   | 鄭元暢、張瑞希、陳莎莉、范冰冰、徐懷鈺                                           |      |

## 週一至週四 十點檔
| 年份/首播日期  | 劇名             | 英文劇名                        | 集數 | 主演 | 網站                        |
| 2008年9月15日  | 寧為女人         |                                 |      | 陳冠霖、杜薇、馬雅舒、黃文豪、韓子婧、劉思彤、張雪迎 | 網站（页面存档备份，存于）  |
| 2008年11月12日 | 芸娘             | Yun Niang                       | 32   | 冯绍峰、安以轩、刘雪华、张勋杰 | 網站（页面存档备份，存于）  |
| 2009年3月3日   | 只要你過得比我好 |                                 |      | 張國強、溫崢嶸、陳創、李琳、宋軼、戚跡、閆慶元 | 網站（页面存档备份，存于）  |
| 2009年4月27日  | 媳婦的眼淚       |                                 |      | 謝祖武、俞小凡、王燦、郭軍、李欣、陰奕彤 | 網站（页面存档备份，存于）  |
| 2009年7月20日  | 帶著婆婆嫁       |                                 |      | 謝祖武、俞小凡、劉 芳、杜俊澤、王中皇、黃文豪 | 網站（页面存档备份，存于）  |
| 2009年10月12日 | 母儀天下         |                                 | 33   | 黃維德、袁立、桑葉紅、孫茜、吳軍、任東霖、郭珍霓、佟麗婭 | 網站（页面存档备份，存于）  |
| 2009年12月8日  | 金大班           | JINTAI-PAN Memoirs Of Madam Jin | 36   | 黄少祺、周渝民、范冰冰、方中信、范文芳、黃秋生、蔡淑臻、秦 沛、韩 晓、王学圻、戴春荣、王佳佳、阎 娜、于小慧、楊千霈                                          | 網站 （页面存档备份，存于） |
| 2016年4月12日  | 我的老師叫小賀   | My teacher Is Xiao-he           | 444  | 蔡東威、王樂妍、白家綺、周孝安、華千涵、馬俊麟、黃荻鈞、李博翔、邱子芯、王上豪、賴慧如、鄭楠鐘、蔡承翰、錢君仲、邱佩淇、吳東諺、洪于晴、馬力歐、高明偉       | 網站 （页面存档备份，存于） |
| 2017年9月14日  | 實習醫師鬥格     | Intern Doctor                   | 358  | 張捷、夏宇禾、余秉諺、林柏妤、黃騰浩、哈孝遠、應蔚民、鍾欣凌、藍鈞天、王燦、李又汝、邱紫庭、吳東諺、潘映竹、謝京穎、蔡承翰、張雁名、胡盈禎、蔣偉文、徐謀俊、 | 網站 （页面存档备份，存于） |
| 2018年12月3日  | 拜託媽媽         | All about My Mom                | 78   | 柳 真、李尚禹、高斗心、金甲洙、金美淑、宋承桓、金英玉、吳珉錫、孫汝恩、崔泰俊、趙寶兒                                                                        |                             |
| 2019年4月23日  | 天上的約定       | The Promise                     | 72   | 李幼梨、徐俊英、宋鍾鎬、朴河娜 |                             |
| 2019年8月27日  | 黃金光輝的人生   | My Golden Life                  | 146  | 申惠善、朴施厚、李泰煥、徐恩秀 |                             |

## 週一至週五 十點檔
| 首播日期      | 劇名       | 英文劇名 | 集數 | 主演 | 網站                       |
| 2008年2月18日 | 出外人生   |          | 35   | 蕭大陸、席曼寧、江祖平、龍天翔、康丁、雷洪、高山峰、李燕、謝瓊煖、林健寰、何豪傑、丁力騏、張可昀、蔡阿炮 | 網站（页面存档备份，存于） |
| 2008年4月8日  | 花之戀     |          |      | 翁倩玉、张国柱、王宗尧、袁泉                                                                             | 網站（页面存档备份，存于） |
| 2008年5月12日 | 不要說再見 |          |      | 林煒、鄭家榆、陳宇凡、何妤玟                                                                             | 網站（页面存档备份，存于） |
| 2008年6月25日 | 一樣的月光 |          | 20   | 劉至翰、江祖平、楊烈、霍正奇、林美照、藍葦華、陳慧美、胡晴雯、蔡阿炮                                     | 網站（页面存档备份，存于） |

## 週末九點檔／十點檔
| 年份/首播日期  | 劇名         | 英文劇名            | 集數 | 主演                                                                                           | 網站                        |
| 2001年12月22日 | 爸爸的私生女 |                     | 13   | 江宏恩、韓瑜、王中平、張銘、張瓊姿、趙永馨、林在培、王百渝、黃建群                             | 民視 （页面存档备份，存于） |
| 2002年6月8日   | 雙面教父     |                     | 9    | 竇智孔、徐敏、宋逸民、王美雪、梁佑南、王中皇、聶秉賢                                           | 民視（页面存档备份，存于）  |
| 2002年12月21日 | 濃情巧克力   |                     | 11   | 楊貴媚、艾偉、崔佩儀、傅雷、王燦、江俊翰、章家瑄、陳建隆、兵承育、趙彤                         |                             |
| 2005年5月7日   | 浪淘沙       | A Cinematic Journey | 30   | 施易男、葉歡、霍正奇、德馨、葉天倫、高捷、吳鈴山、黃建群、吳皓昇、何豪傑                       | 民視 （页面存档备份，存于） |
| 2005年9月11日  | 美麗人生     |                     | 13   | 翁家明、歡歡、霍正奇、王識賢、陳冠霖、江俊翰、馬國賢、陳若萍、慕鈺華、聶秉賢                   | 民視 （页面存档备份，存于） |
| 2006年2月25日  | 京華煙雲     |                     | 44   | 黄维德、趙薇、潘粤明、邱琦雯、王剛                                                             |                             |
| 2006年7月29日  | 八仙傳奇     |                     | 30   | 王耿豪、許秀年、李芳雯、陳文山、左孝虎、鄭志偉、王美雪、陳怡真、陳淑芳、游耀光、林佑星、劉沛緹 |                             |
| 2007年3月11日  | 面具         |                     | 13   | 李李仁、楊謹華、韓瑜、德馨、楊一展、許安安、吳皓昇、唐美雲                                     |                             |

## 週一 單元劇
| 首播日期      | 劇名     | 英文劇名       | 集數 | 主演 | 網站                        |
| 2002年11月4日 | 關鍵時刻 | Crucial Moment | 211  |      | 網站 （页面存档备份，存于） |

## 週一 十一點檔／(週六 23:30)
| 年份/首播日期 | 劇名            | 英文劇名                                   | 集數 | 主演                                                | 網站 |
| 2016年7月4日  | 鐵齒銅牙紀曉嵐4 | The Bronze Teeth / The Eloquent Ji Xiaolan | 44   | 張國立、張鐵林、王 剛、楊麗菁、袁 立、張 庭、楊千嬅 |      |
| 2017年5月8日  | 天龍八部        | Demi-Gods and Semi-Devils                  | 40   | 胡軍、林志穎、高虎、劉亦菲、陳好、劉濤              |      |
| 2018年3月3日  | 誰知女人心      | Who Knows the Female of the Women          | 30   | 馬雅舒、劉愷威、劉雪華、錢泳辰、謝祖武              |      |

## 週二 十一點檔／(週日 23:40)
| 年份/首播日期 | 劇名       | 英文劇名                         | 集數 | 主演                                                             | 網站 |
| 2016年9月6日  | 碧血劍     | Sword Stained with Royal Blood   | 31   | 竇智孔、黃聖依、蕭淑慎、孫菲菲、焦恩俊、何晴、郭金、王衛國、高虎 |      |
| 2017年4月4日  | 神鵰俠侶   | The Romance of the Condor Heroes | 52   | 陳曉、陳妍希、張馨予、楊明娜、鄭國霖                             |      |
| 2018年2月4日  | 射鵰英雄傳 | The Legend of the Condor Heroes  | 52   | 楊旭文、李一桐、陳星旭、孟子義                                   |      |

## 週三單元劇
| 首播日期 | 劇名     | 英文劇名       | 集數 | 主演 | 網站 |
| 1999年   | 台灣奇案 | Taiwan Mystery | 432  |      |      |

## 週五單元劇
| 首播日期      | 劇名       | 英文劇名       | 集數 | 主演 | 網站                        |
| 2001年        | 大輪迴     |                | 51   |      |                             |
| 2002年        | 人間走馬燈 |                | 33   |      |                             |
| 2002年        | 藍色水玲瓏 | Blue Crystal   | 254  |      | 網站 （页面存档备份，存于） |
| 2008年6月27日 | 傳奇劇場   | Legend theater | 21   |      | 網站 （页面存档备份，存于） |

## 週五偶像劇
| 首播日期      | 劇名     | 英文劇名                         | 集數 | 主演 | 網站                        |
| 2008年11月7日 | 霹靂MIT  | Mysterious Incredible Terminator | 16   | 炎亞綸、鬼鬼、范瑋琪、小鬼、陸廷威、張善傑、田麗                                                                                               | 網站                        |
| 2009年2月27日 | 終極三國 | K.O.3an Guo                      | 53   | 胡宇崴、林伯彥、王宏文、李紹祥、羅弘証、陳德修、曾沛慈、陳乃榮、蔡宜臻、蔡芷紜、黃志瑋、修杰楷、柯有綸、黃少谷、邵崇柏、張勝凱、任容萱、謝坤達 | 網站 （页面存档备份，存于） |
| 2010年3月5日  | 終極一家 | The X-Family                     | 28   | 藍心湄、汪東城、那維勳、陳博正、唐禹哲、黃小柔、辰亦儒、炎亞綸、陳德修、蔡芷紜、a Chord、胡宇崴、張皓明、林奕勳、王道                          | 網站                        |

## 週五十點檔
| 首播日期      | 劇名               | 英文劇名         | 集數 | 主演 | 網站                        |
| 2010年7月2日  | 新兵日記           | Rookies' Diary   | 43   | 姚元浩、李興文、傅子純、阿龐、劉香慈、唐豐、趙駿亞、陳德烈、林道遠、夏政峰、錢君仲、潘柏希、浩角翔起、黃荻鈞、艾成、阿竿、陳柏翰、林若亞、林義芳、成潤、葉家妤、劉曉憶 | 網站                        |
| 2011年4月22日 | 新兵日記之特戰英雄 | Rookies' Diary 2 | 22   | 江俊翰、胡宇崴、劉香慈、阿龐、趙駿亞、張雁名、林道遠、夏政峰、錢君仲、唐豐、張世賢、小薰、葉瑋庭、樓心潼、江晨希、呂革進                                               | 網站                        |
| 2011年9月23日 | 廉政英雄           | Justice Heroes   | 235  | 張銘、李政穎、江祖平、劉香慈、文汶、周孝安、蔡東威、白家綺、張雁名、增山裕紀、張凱鈞、狄志杰、馬念先、尹崇珍、阿竿、陸一龍、楚宣、潘慧如、華千涵、羅子惟、洪毛         | 網站 （页面存档备份，存于） |

## 週日十點檔單元劇
| 首播日期       | 劇名         | 英文劇名                   | 集數 | 主演 | 網站                        |
| 2003年3月9日   | 新玫瑰瞳鈴眼 | The New Rose n' Siren Eyes | 93   | |                             |
| 2004年12月12日 | 紅色女人花   | Woman is Flower            | 21   | | 網站 （页面存档备份，存于） |
| 2021年9月12日  | 新台灣奇案   | New Taiwan Mystery         | 33   | 高玉珊、林乃華、孟飛、車冠德、黃新皓、陳羽喬、陳隨意、賴芊合、李全忠、波波蓁、金愛荃、黃香蓮、林宜禾、章永華、徐亨 |                             |
| 2022年5月1日   | 台灣傳奇     |                            | 179  | 邱品誼、蔡瑋庭、江奕承、陳星                                                                                       |                             |

## 週六／週日偶像劇
| 首播日期       | 劇名                   | 英文劇名                       | 集數 | 主演 | 網站                             |
| 2001年11月10日 | 藍星                   |                                | 10   | 吳中天、安以軒、廣豐男、黃蓉蓉                                                                                               | 民視 （页面存档备份，存于）      |
| 2002年12月4日  | 愛情風味屋             |                                | 27   | 劉至翰、後藤希美子、張銘、王中皇、徐敏、檢場、劉爾金、鍾欣凌、狄志、郭鑫                                                     | 民視 （页面存档备份，存于）      |
| 2004年7月31日  | 眉飛色舞               |                                | 21   | 杜德偉、丁文琪、張勛傑、蕭瀟、劉恆、金剛、劉真                                                                               | 民視 （页面存档备份，存于）      |
| 2004年10月30日 | 追風少年               |                                | 13   | 竇智孔、黃湘怡、王傳一、安以軒、梁又琳、陳德烈、楊雅筑、田家達、劉香慈、李易、庹宗康、鄒少官                                 | 民視                             |
| 2005年7月30日  | 偷天換日               |                                | 26   | 郭品超、關穎、洪金寶、小潘潘、唐以菲、熊海靈、洪其德、楊一展                                                                 |                                  |
| 2006年         | 錯愛                   |                                | 13   | 沈世朋、江祖平、包小柏、王俐人、王凱、馬力歐                                                                                 |                                  |
| 2007年7月15日  | 黑糖瑪奇朵             | Brown Sugar Macchiato          | 13   | 黑澀會美眉、Lollipop棒棒堂、劉容嘉、林可恩                                                                                   |                                  |
| 2007年10月14日 | 愛情兩好三壞           | Full Count                     | 13   | 陳奕、曾之喬、孫協志、趙小僑                                                                                                 | 民視 （页面存档备份，存于）      |
| 2008年1月13日  | 原來我不帥             | Pretty Ugly                    | 13   | 林俊傑、曾愷玹、李玖哲、張勛傑、路嘉欣、姚安琪、鍾欣怡                                                                       |                                  |
| 2010年5月30日  | 泡沫之夏               | Summer's Desire                | 14   | 何潤東、徐熙媛、黃曉明 | 民視 八大                        |
| 2010年9月5日   | 個人取向               | Personal Preference            | 15   | 李敏鎬、孫藝珍、金智錫、王智慧                                                                                               | 民視 （页面存档备份，存于） 八大 |
| 2010年12月19日 | 愛似百匯               | Love Buffet                    | 13   | 炎亞綸、喻虹淵、辰亦儒 | 民視 八大                        |
| 2011年3月20日  | 愛讓我們在一起         | Love Together                  | 13   | 趙駿亞、葉家妤、周孝安、張家慧、李國超                                                                                       | 民視 （页面存档备份，存于）      |
| 2011年7月31日  | 旋風管家               | Hayate the Combat Butler       | 13   | 胡宇崴、朴信惠、李毓芬、邵翔、寺唯宏正、李依瑾                                                                               | 民視                             |
| 2011年9月24日  | 我可能不會愛你         | In Time with You               | 13   | 陳柏霖、林依晨、陳匡怡、王陽明                                                                                               | 民視                             |
| 2011年12月18日 | 華麗的挑戰             | SKIP・BEAT！                   | 13   | 陳意涵、始源、東海、白歆惠                                                                                                   | 民視                             |
| 2012年4月8日   | 絕對達令               | Absolute Boyfriend             | 13   | 汪東城、具惠善、謝坤達、夏如芝                                                                                               | 民視 （页面存档备份，存于） 八大 |
| 2012年7月8日   | 原來愛·就是甜蜜        | Once Upon a Love               | 15   | 王陽明、楊謹華、吳中天、喻虹淵、范筱梵                                                                                       | 民視 （页面存档备份，存于）      |
| 2012年10月14日 | S.O.P女王              | The Queen of SOP               | 15   | 陳喬恩、高以翔、張翰、蔣怡、張檬                                                                                             | 民視                             |
| 2013年1月27日  | 美人龍湯               | Spring Love                    | 14   | 賀軍翔、大元、佐藤麻衣 、陳乃榮                                                                                              | 民視                             |
| 2013年5月12日  | 原來是美男             | Fabulous Boys                  | 13   | 汪東城、程予希、黃仁德、蔡旻佑                                                                                               | 民視                             |
| 2013年8月11日  | 我愛你愛你愛我         | IUUI                           | 13   | 劉以豪、王樂妍、尹崇珍、鈴木有樹                                                                                             | 民視 （页面存档备份，存于）      |
| 2013年11月10日 | 愛情ATM                | Love For All The Moments       | 13   | 丁春誠、劉品言、鄒承恩、小煜、房思瑜、穆熙妍                                                                                 | 民視 （页面存档备份，存于）      |
| 2014年2月9日   | 真愛配方               | First Love                     | 16   | 敖犬、周湯豪、林逸欣、魏蔓                                                                                                   | 民視 （页面存档备份，存于）      |
| 2014年6月1日   | 你照亮我星球           | You Light Up My Star           | 20   | 鄭元暢、張鈞甯、孟耿如、邱昊奇、元秋                                                                                         | 民視 （页面存档备份，存于）      |
| 2014年10月19日 | 咖啡王子1號店          | Coffee Prince                  | 16   | 尹恩惠、孔劉、李善均、蔡貞安                                                                                                 | 民視 （页面存档备份，存于）      |
| 2015年2月8日   | 星座愛情牡羊女         | Aries                          | 10   | 修杰楷、Janet、王樂妍、李沛旭                                                                                                | 民視 （页面存档备份，存于）      |
| 2015年4月19日  | 星座愛情獅子女         | Leo                            | 9    | 黃騰浩、柯佳嬿、白梓軒、姚以緹                                                                                               | 民視 （页面存档备份，存于） 東森 |
| 2015年6月21日  | 星座愛情雙魚女         | Pisces                         | 10   | 謝坤達、蔡黃汝、林辰唏、張睿家                                                                                               | 民視 （页面存档备份，存于） 東森 |
| 2015年8月30日  | 星座愛情水瓶女         | Aquarius                       | 10   | 張棟樑、夏于喬、路斯明、樓心潼                                                                                               | 民視 （页面存档备份，存于）      |
| 2015年11月15日 | 星座愛情魔羯女         | Capricorn                      | 8    | 謝祖武、小蠻、李至正、朱芯儀                                                                                                 | 民視                             |
| 2016年1月10日  | 新娘嫁到               | The Bride                      | 13   | 雷洪、海倫清桃、傅子純、唐美雲、韓宜邦、張景嵐                                                                               | 民視 （页面存档备份，存于）      |
| 2016年4月17日  | 阿不拉的三個女人       | Abula                          | 41   | 柯叔元、劉香慈、余秉諺、王瞳、李珞晴、唐美雲、林在培、張柏舟、游安順、林義芳、方宥心、陳謙文、邱子芯、傅子純、華千涵、馬俊麟 | 民視 （页面存档备份，存于） 八大 |
| 2017年1月29日  | 藥笑24小時             | Smile is the Best Medicine     | 1    | 梅芳、王自強、馬念先、謝麗金、何曼寧、廖慧珍                                                                                 | 網站 （页面存档备份，存于）      |
| 2017年2月5日   | 愛神卡拉OK             | Jupiter's Choice               | 1    | 楊貴媚、喜翔、亮哲、高鳴、何瑗芸、王自強                                                                                     | 網站 （页面存档备份，存于）      |
| 2017年2月12日  | 長假                   | Long Vacation                  | 1    | 萬芳、澎恰恰、汪政緯、陳子孺、梁修治、王琄                                                                                   | 網站 （页面存档备份，存于）      |
| 2017年2月19日  | 喇叭宏的悲喜曲         |                                | 1    | 龍劭華、葉蔻、傅子芸、何瑗芸、向娃、元六                                                                                     | 網站 （页面存档备份，存于）      |
| 2017年2月26日  | 呼拉姊妹花             | Go,Hula                        | 1    | 方文琳、夏禕、唐玲、張國棟、羅思琦                                                                                           | 網站 （页面存档备份，存于）      |
| 2017年3月5日   | 出走的好理由           |                                | 1    | 顧寶明、廖峻、蔡燦得、謝麗金、林涵、陸弈靜                                                                                   | 網站 （页面存档备份，存于）      |
| 2017年3月12日  | 我的意外假期           |                                | 1    | 吳佳珊、施沐典、張靜之、高允漢、郭耀仁、元六                                                                                 | 網站 （页面存档备份，存于）      |
| 2017年3月19日  | 落跑3人行              |                                | 1    | 都拉斯、屈中恆、潘慧如、阿嬌、迷你彬、北原山貓                                                                               | 網站 （页面存档备份，存于）      |
| 2017年3月26日  | 媽媽不見了             | She's Family                   | 2    | 楊貴媚、蔡振南、侯怡君、鍾欣凌、莊凱勛、何豪傑、隆宸翰、李又汝、劉明勳、張哲豪                                               | 網站 （页面存档备份，存于）      |
| 2017年4月9日   | 外鄉女                 | Far And Away                   | 11   | 柯叔元、曹雅雯、傅子純、曾珮瑜、傅小芸、李辰翔、鄭人碩                                                                       | 網站 （页面存档备份，存于）      |
| 2017年6月25日  | 燦爛時光               | The Best of Youth              | 20   | 巫建和、賈佩雅、姚淳耀、傅小芸、林柏宏、王丁筑                                                                               | 網站 （页面存档备份，存于）      |
| 2017年9月10日  | 麻醉風暴2              | Wake Up 2                      | 13   | 黃健瑋、吳慷仁、許瑋甯、李國毅、孟耿如                                                                                       | 網站 （页面存档备份，存于）      |
| 2017年11月5日  | 機密訊號               | TOP Secret                     | 3    | 黃騰浩、謝坤達、林逸欣、林雨宣、梁登凱、黃迪揚                                                                               | 網站 （页面存档备份，存于）      |
| 2017年11月19日 | 麻醉風暴               | Wake Up                        | 6    | 黃健瑋、吳慷仁、許瑋甯、黃仲崑                                                                                               | 網站 （页面存档备份，存于）      |
| 2017年12月24日 | 那年，雨不停國         | Year Of The Rain               | 6    | 張書豪、簡嫚書、張捷、柯淑勤、吳朋奉、謝瓊煖、蘇炳憲                                                                         | 網站 （页面存档备份，存于）      |
| 2018年2月4日   | 水源地                 |                                | 1    | 梅芳、尹昭德、杜詩梅、潘儀君、小馬、許翼川                                                                                   |                                  |
| 2018年2月11日  | 湊陣                   |                                | 1    | 馬如龍、沛小嵐、徐麗雯、周曉涵                                                                                               |                                  |
| 2018年2月18日  | 起鼓·出獅              | Lion Dance                     | 5    | 高英軒、謝盈萱、陶傳正、陳子強、戚冠軍、葛蕾、張嘉年、李依瑾                                                                 | 網站 （页面存档备份，存于）      |
| 2018年3月18日  | 仲夏夜府城             | One Summer Night               | 1    | 巫建和、喜翔、袁詠琳、楊麗音、張再興                                                                                         |                                  |
| 2018年3月25日  | 臺北八個人             | Life is shit                   | 1    | 馬之秦、龍天翔、林玟誼、黃采儀、宋少卿、周凱文、陸明君、丁富祐                                                               |                                  |
| 2018年4月1日   | 早安，青春             |                                | 1    | 方志友、侯彥西、單承矩、林嘉俐、丁也恬、劉爾金                                                                               |                                  |
| 2018年4月8日   | 我愛親家               |                                | 1    | 王琄、羅北安、林昀希、葛 凡                                                                                                  |                                  |
| 2018年4月15日  | 微笑。淚               |                                | 1    | 陳謙文、李又汝、余秉諺、王瞳、方文琳                                                                                         |                                  |
| 2018年4月22日  | 薛丁格的貓             | Schrodinger's Cat              | 2    | 柯叔元、方馨、鄭人碩、夏于喬、洪于晴                                                                                         |                                  |
| 2018年5月6日   | 他們在畢業的前一天爆炸 | Days We Stared at the Sun      | 5    | 黃遠、張家瑜、巫建和、紀培慧、廖毅凡、高晨育、洪群鈞、單承矩、高英軒                                                         |                                  |
| 2018年6月10日  | 白袍下的高跟鞋         | High Heels And A Scalpel       | 6    | 黃騰浩、賴雅妍、路斯明、林嘉俐                                                                                               |                                  |
| 2018年7月22日  | 比利時賽鴿基金         |                                | 1    | 楊奇煜、鄧晴文、太 保、游安順、朱進新、 陳素珍、阿竿                                                                         |                                  |
| 2018年7月29日  | 失業陣線聯盟           | Loser Family                   | 1    | 湯志偉、林雨宣、王自強、戴若梅、許時豪、Juby、馬力歐                                                                         |                                  |
| 2018年8月5日   | 海豬仔                 | Sea Pig                        | 1    | 江宏恩、潘慧如、顏正國、車軒、陳子強、謝瑱                                                                                   |                                  |
| 2018年8月12日  | 關老爺                 |                                | 1    | 李興文、黃采儀、何璦芸、王自強、潘奕如                                                                                       |                                  |
| 2018年8月19日  | 靠近                   | Close to you                   | 1    | 黃遠、嚴正嵐、馬如龍、黃仲崑、林逸欣                                                                                         |                                  |
| 2018年8月26日  | 當你微笑時             | When You're Smiling            | 1    | 太保、吳定謙、阿喜、路嘉欣、北村豐晴                                                                                         |                                  |
| 2018年9月2日   | 雙城故事               | A Taiwanese Tale of Two Cities | 20   | 溫昇豪、陳怡蓉、曾珮瑜、黃柏鈞、龍劭華、嚴藝文、李博翔、羅美玲                                                               |                                  |
| 2019年4月21日  | 老鼠捧茶請人客         | The Mouse Serves a Guest Tea   | 2    | 傅子純、陸弈靜、李千那、黃舒湄、蔡明修                                                                                       |                                  |
| 2019年9月1日   | 我的15分鐘             | Be Famous For 15 Minutes       | 6    | 洪聆翔、謝翔雅、李程彬、楊可涵、蕭閎仁                                                                                       |                                  |
| 2019年10月13日 | 今晚，你想點什麼？     | Tonight                        | 6    | 張瓊姿、楊烈、孫情、林若亞、王凱、黃荻鈞、黃瑄、方大韋                                                                       |                                  |
| 2019年11月24日 | 極光風暴               | The Invisible Crisis           | 1    | 周孝安、施名帥、吳政迪、張寗、鴻狄、王茉聿                                                                                   | 網站 （页面存档备份，存于）      |
| 2019年12月1日  | 鏡子森林               | The Mirror                     | 30   | 楊謹華、姚淳耀、柯叔元、鄭人碩、林柏宏、霍正奇、侯怡君、楊大正、梁正群、瑭霏、藍葦華、游安順、李之勤、鄭宜農、夏騰宏、李雪   |                                  |
| 2020年6月28日  | 無主之子               | The Rootless                   | 3    | 黃鐙輝、李又汝、孫綻、胡鴻達、謝瓊煖、蔡阿炮                                                                                 |                                  |
| 2020年7月19日  | 三春記                 | The Story of Three Springs     | 2    | 陳美鳳、龍劭華、郎祖筠、夏靖庭、方宥心、邱志宇                                                                               |                                  |
| 2020年8月2日   | 黑喵知情               | Animal Whisper                 | 14   | 施名帥、簡嫚書、王家梁、連俞涵                                                                                               |                                  |
| 2021年1月3日   | 機動搜查隊MIU404       | MIU404                         | 11   | 綾野剛、星野源、岡田健史、橋本潤、麻生久美子、渡邊圭祐、金井勇太、生瀨勝久、菅田將暉                                         |                                  |
| 2021年3月21日  | 我們的愛情不正常       |                                | 9    | 濱邊美波、橫濱流星、高杉真宙、岸井雪乃                                                                                       |                                  |
| 2021年5月23日  | 日蝕遊戲               | Game of Solar Eclipse          | 3    | 藍葦華、楚宣、袁艾菲、雷洪、張銘、梁佑南、李之勤、葉華、余政鴻                                                               |                                  |
| 2025年8月24日  | 零日攻擊               | Zero Day Attack                | 10   | 柯一正、謝怡芬、連俞涵、莊凱勛、藍葦華、游安順、鄭有傑、傅雷                                                                 |                                  |

## 週六偶像劇
| 首播日期      | 劇名                  | 英文劇名           | 集數 | 主演 | 網站 |
| 2022年10月8日 | 奇蹟的女兒            | The Coming Through | 4    | 温貞菱、林哲熹、連俞涵、孫可芳、姚淳耀、黃鐙輝、藍葦華                                                                         |      |
| 2022年11月5日 | 決勝的揮拍            | Rally For Love     | 15   | 謝佳見、程予希、王瞳、吳東諺、沈建宏、夏靖庭、兵家綺、車冠德、謝其文、孫沁岳                                                   |      |
| 2023年3月4日  | 村裡來了個暴走女外科  | Mad Doctor         | 10   | 朱軒洋、蔡淑臻、湯志偉、風田、杜姸、蘇瀅、許乃涵、張再興                                                                       |      |
| 2023年5月13日 | 火神的眼淚            | TEARS ON FIRE      | 10   | 温昇豪、陳庭妮、林柏宏、劉冠廷、鄭志偉                                                                                         |      |
| 2023年7月22日 | 牛車來去              | Oxcart Trails      | 30   | 安心亞、米可白、楊烈、蔡昌憲、楊子儀、游安順、孫鵬、曾子益、何豪傑、高欣欣                                                     |      |
| 2024年2月17日 | 商魂                  | Trade War          | 7    | 傅孟柏、邵雨薇、李國毅、周曉涵、市原隼人、田中千繪、喜翔、朱德剛、林在培、徐鈞浩                                               |      |
| 2024年2月17日 | 我的婆婆怎麼那麼可愛  | U Motherbaker      | 40   | 鍾欣凌、黃姵嘉、張書偉、許孟哲、許傑輝、邱凱偉、王少偉、楊銘威、蘇晏霈、林筳諭、張可昀、陳禕倫、詹宛儒、謝毅宏、陳建凱、林東緒 |      |
| 2025年1月25日 | 苦力                  | Coolie             | 30   | 蔡昌憲、黃文星、傅子純、田羽安、林玟誼、白家綺                                                                                 |      |
| 2025年8月30日 | 我的婆婆怎麼那麼可愛2 | U Motherbaker 2    | 30   | 鍾欣凌、黃姵嘉、張書偉、都拉斯、邱凱偉、王少偉                                                                                 |      |

## 其他時段
| 首播日期       | 劇名              | 英文劇名            | 集數 | 主演 | 網站                        |
| 1997年6月21日  | 我永遠愛你        |                     | 20   | 林煒、席曼寧、崔佩儀、勾峰、李麗鳳、王瑞                                                                         |                             |
| 1997年9月25日  | 星座女人系列      |                     |      | 霍正奇、王淑娟、李之勤、林熙蕾、檢場、林煒、黃建群                                                               |                             |
| 1997年12月17日 | 桃色危機          |                     | 30   | 霍正奇、梁家榕、星卉、檢場、王百渝、郁方、聶秉賢、張倩、游安順                                                   |                             |
| 1998年10月25日 | 台灣作家劇場      |                     | 17   | 梅芳、張鳳書、檢場、張柏舟、王滿嬌、王美雪、孟庭麗、張本渝、楊佩潔、陳淑芳、陳子強、柯叔元、趙永馨、張琴、游安順 |                             |
| 2001年6月30日  | 飛龍在天續集      | Fei Lung 2          | 36   | 江宏恩、黃少祺、崔浩然、賈靜雯、張鳳書                                                                           | 網站 （页面存档备份，存于） |
| 2002年3月23日  | 真情檔案          |                     | 11   | 霍正奇、劉玉婷、徐亨、高欣欣、王中皇、黃建群、王耿豪                                                             |                             |
| 2004年6月16日  | 人生幾度秋涼      |                     | 31   | 李誠儒、張鐵林、李立群、廖曉琴、李依曉                                                                           |                             |
| 2005年11月19日 | 八兩金            |                     | 26   | 施易男、六月、陳美鳳、謝承均、張晨光、張銘、劉香慈、王燦、金玉嵐、鄭平君、趙永馨、羅巧倫                         |                             |
| 2006年10月16日 | 人生一首歌        |                     |      | 蔡振南、盧靚 |                             |
| 2010年1月17日  | 華麗一族          | Karei-naru Ichizoku | 38   | 佐分利信、月丘夢路、仲代達矢、山本陽子、目黑祐樹                                                                 |                             |
| 2010年3月28日  | 夢想飛行Good Luck | GOOD LUCK!          | 10   | 木村拓哉、堤真一、柴崎幸、 內山理名、黑木瞳、竹中直人                                                            |                             |
| 2014年8月19日  | B棟8樓            | B-8F                | 2    | 潘儀君、高英軒、陳竹昇、林志儒、吳朋奉、陶傳正、樓學賢                                                           |                             |

## 外部連結
- 民視節目 （页面存档备份，存于）